# Olimpiada szachowa 1984
| 26. Olimpiada szachowa Saloniki 1984 |
|                                      |
| 1982 1986                            |

Olimpiada szachowa 1984 (zarówno w konkurencji kobiet, jak i mężczyzn) rozegrana została w Salonikach w dniach 19 listopada–4 grudnia 1984 r. Na olimpiadzie tej przyjęto jednolitą numerację dla turniejów kobiet i mężczyzn (zatem jedenasta w kolejności olimpiada kobieca otrzymała numer 26), która stosowana jest do dziś.

## 26. olimpiada szachowa mężczyzn
Wyniki końcowe (88 drużyn, system szwajcarski, 14 rund).
| Miejsce | Kraj              | Punkty |
| ------- | ----------------- | ------ |
| 1       | ZSRR              | 41     |
| 2       | Anglia            | 37     |
| 3       | Stany Zjednoczone | 35     |
| 4       | Węgry             | 34½    |
| 5       | Rumunia           | 33     |
| 6       | RFN               | 32½    |
| 7       | Francja           | 32½    |
| 8       | Jugosławia        | 32     |
| 9       | Holandia          | 32     |
| 10      | Kuba              | 32     |
| 11      | Bułgaria          | 32     |
| 12      | Izrael            | 32     |
| 13      | Chiny             | 32     |
| 14      | Argentyna         | 32     |
| 15      | Islandia          | 31½    |
| 16      | Filipiny          | 31½    |

| Miejsce | Kraj           | Punkty |
| ------- | -------------- | ------ |
| 17      | Czechosłowacja | 31     |
| 18      | Dania          | 31     |
| 19      | Kanada         | 31     |
| 20      | Brazylia       | 31     |
| 21      | Polska         | 30½    |
| 22      | Chile          | 30½    |
| 23      | Australia      | 30½    |
| 24      | Szkocja        | 30½    |
| 25      | Szwecja        | 30     |
| 26      | Norwegia       | 30     |
| 27      | Hiszpania      | 30     |
| 28      | Włochy         | 30     |
| 29      | Grecja (I)     | 30     |
| 30      | Kolumbia       | 30     |
| 31      | Indonezja      | 30     |
| 32      | Portugalia     | 30     |

| Miejsce | Medaliści + skład reprezentacji Polski                                                                     |
| ------- | --- |
| 1       | Ołeksandr Bielawski, Lew Poługajewski, Rafael Waganjan, Wołodymyr Tukmakow, Artur Jusupow, Andriej Sokołow |
| 2       | Anthony Miles, John Nunn, Jonathan Speelman, Murray Chandler, Jonathan Mestel, Nigel Short                 |
| 3       | Roman Dżindżichaszwili, Lubomir Kavalek, Larry Christiansen, Walter Browne, Lew Alburt, Nick de Firmian    |
|         | Włodzimierz Schmidt, Aleksander Sznapik, Krzysztof Pytel, Jan Adamski, Artur Sygulski, Paweł Stempin       |

## 26. olimpiada szachowa kobiet
Wyniki końcowe (51 drużyn, system szwajcarski, 14 rund).
| Miejsce | Kraj              | Punkty |
| ------- | ----------------- | ------ |
| 1       | ZSRR              | 32     |
| 2       | Bułgaria          | 27½    |
| 3       | Rumunia           | 27     |
| 4       | RFN               | 26     |
| 5       | Chiny             | 26     |
| 6       | Węgry             | 25     |
| 7       | Polska            | 24½    |
| 8       | Anglia            | 24½    |
| 9       | Jugosławia        | 24     |
| 10      | Hiszpania         | 24     |
| 11      | Holandia          | 23½    |
| 12      | Szwajcaria        | 23½    |
| 13      | Stany Zjednoczone | 23½    |

| Miejsce | Kraj       | Punkty |
| ------- | ---------- | ------ |
| 14      | Kuba       | 23½    |
| 15      | Szwecja    | 23     |
| 16      | Indie      | 22½    |
| 17      | Kanada     | 22     |
| 18      | Francja    | 22     |
| 19      | Brazylia   | 22     |
| 20      | Szkocja    | 22     |
| 21      | Portugalia | 22     |
| 22      | Kolumbia   | 21½    |
| 23      | Walia      | 21½    |
| 24      | Dania      | 21½    |
| 25      | Dominikana | 21½    |
| 26      | Norwegia   | 21½    |

| Miejsce | Medalistki + skład reprezentacji Polski                                           |
| ------- | --------------------------------------------------------------------------------- |
| 1       | Maja Cziburdanidze, Irina Lewitina, Nona Gaprindaszwili, Lidia Siemionowa         |
| 2       | Margarita Wojska, Rumiana Goczewa, Pawlina Czilingirowa, Stefka Sawowa            |
| 3       | Margareta Mureșan, Elisabeta Polihroniade, Daniela Nuțu, Gabriela Olărașu         |
|         | Hanna Ereńska-Radzewska, Agnieszka Brustman, Małgorzata Wiese, Grażyna Szmacińska |